# Kotto (Basse-Kotto)
Pour les articles homonymes, voir Kotto.
Kotto est une localité et une commune rurale de la préfecture de la Basse-Kotto, en République centrafricaine. Elle s’étend au nord et à l’ouest de la localité de Mingala, chef-lieu de sous-préfecture.

## Géographie
La commune est située au nord-est de la préfecture de Basse-Kotto et s’étend sur la rive droite de la rivière Kotto.
| Haute-Baïdou | Daho-Mboutou |         |
| Séliba       | Kotto        | Bakouma |
| Guiligui     | Siriki       |         |

## Villages
La commune compte 70 villages en zone rurale recensés en 2003 : Bana-Dobe, Banda-Koutoubangui, Bango 1, Bango 2, Bango-Koche, Bangourou, Bango-Yambao, Bourehou, Dalakere 1, Dalakere 2, Dalakere 3, Dalakere 4, Djenda, Djouda 1, Djouda 2, Fritchi, Galabadja, Graba, Guigui 1, Guiugui 2, Kabou 1, Kabou 2, Kabou 3, Kabou 4, Kabou-Yanga, Kinguila, Kollo, Kpanga 1, Kpanga 5, Kpanga-Bango, Lama 1, Lama 2, Lama 3, Mbo-Pouloubou, Nangou, Ngassa 2, Ngbolo, Niada 1, Niada 2, Niada 3, Niada 4, Ogounda 1, Ogounda 2, Pago 1, Pago 2, Pago 3, Pago 4, Pago 5, Pago 6, Pandou 1, Pandou 2, Pandou 3, Rehou 1, Rehou 2, Rehou 3, Rehou 4, Rehou 5, Rehou 6, Rehou Mangadja, Tchola 1, Tchola 2, Tchola 3, Tchola 4, Tchola 6, Tchola 7, Togbo (1, 2), Wagonendji, Yakpa, Yakpa-Zere, Zoula.